# Konserwator zabytków

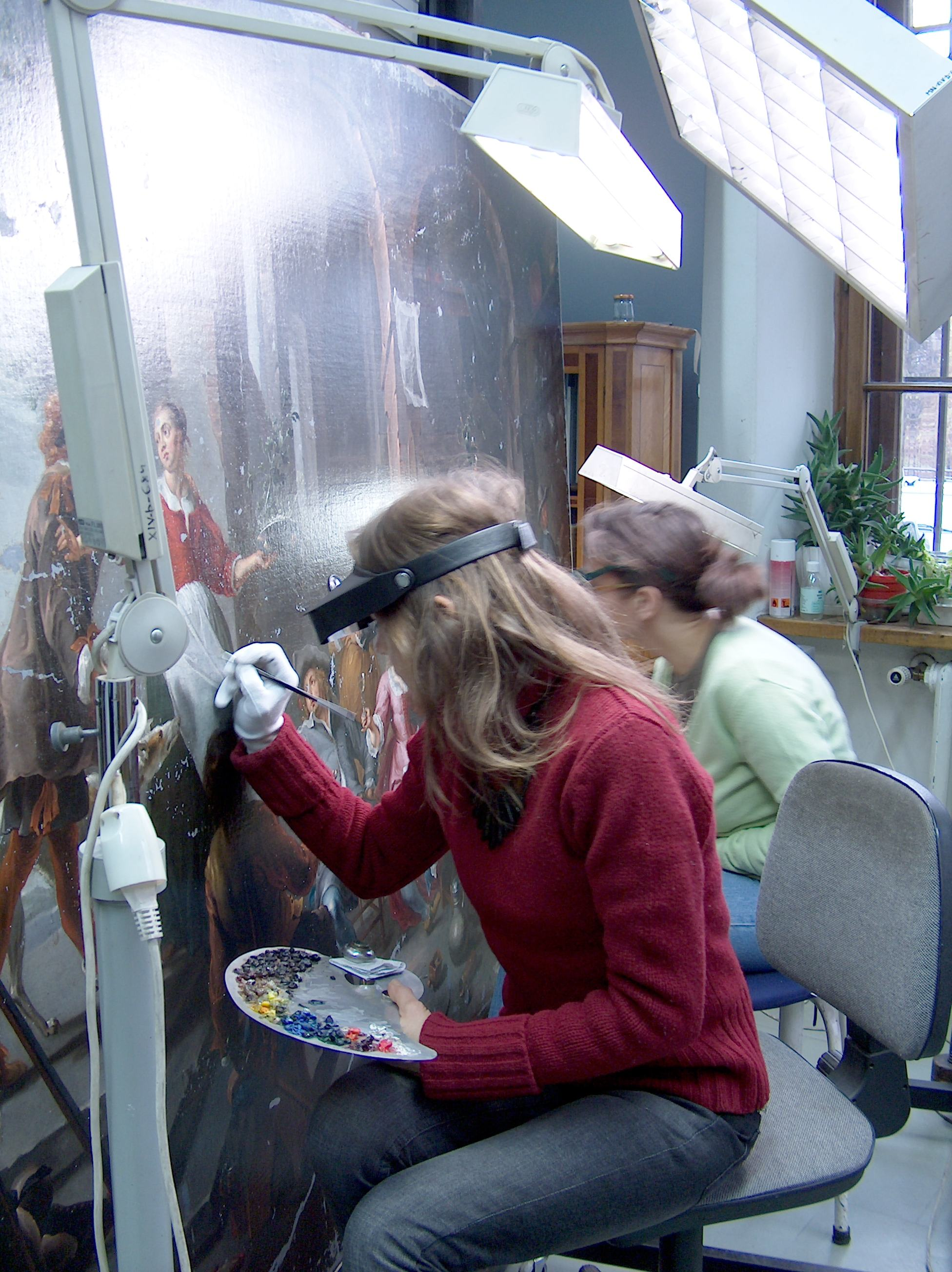
Prace przy renowacji obrazu w Muzeum Narodowym w Warszawie, 2006 r.

Konserwator zabytków − osoba zajmująca się konserwacją, renowacją, rekonstrukcją, zabezpieczaniem zabytków, w tym przedmiotów znalezionych przez archeologów.

## W Polsce
W Polsce początek konserwatorstwa zabytków to rok 1919 (stworzenie Państwowego Grona Konserwatorów Zabytków).
Osobną kategorię konserwatorów zabytków stanowią osoby zajmujące się z racji sprawowanych funkcji w administracji publicznej (tzn. działający w ramach uprawnień nadanych im przez ustawę o ochronie zabytków i opiece nad zabytkami) ochroną zabytków. Zwyczajowo mianem konserwatora zabytków określano, wypełniających ww. zadania, pracowników Służby Ochrony Zabytków (obecnie wojewódzkich urzędów ochrony zabytków). Formalnie tytuł konserwatora zabytków przysługuje wojewódzkim konserwatorom zabytków.

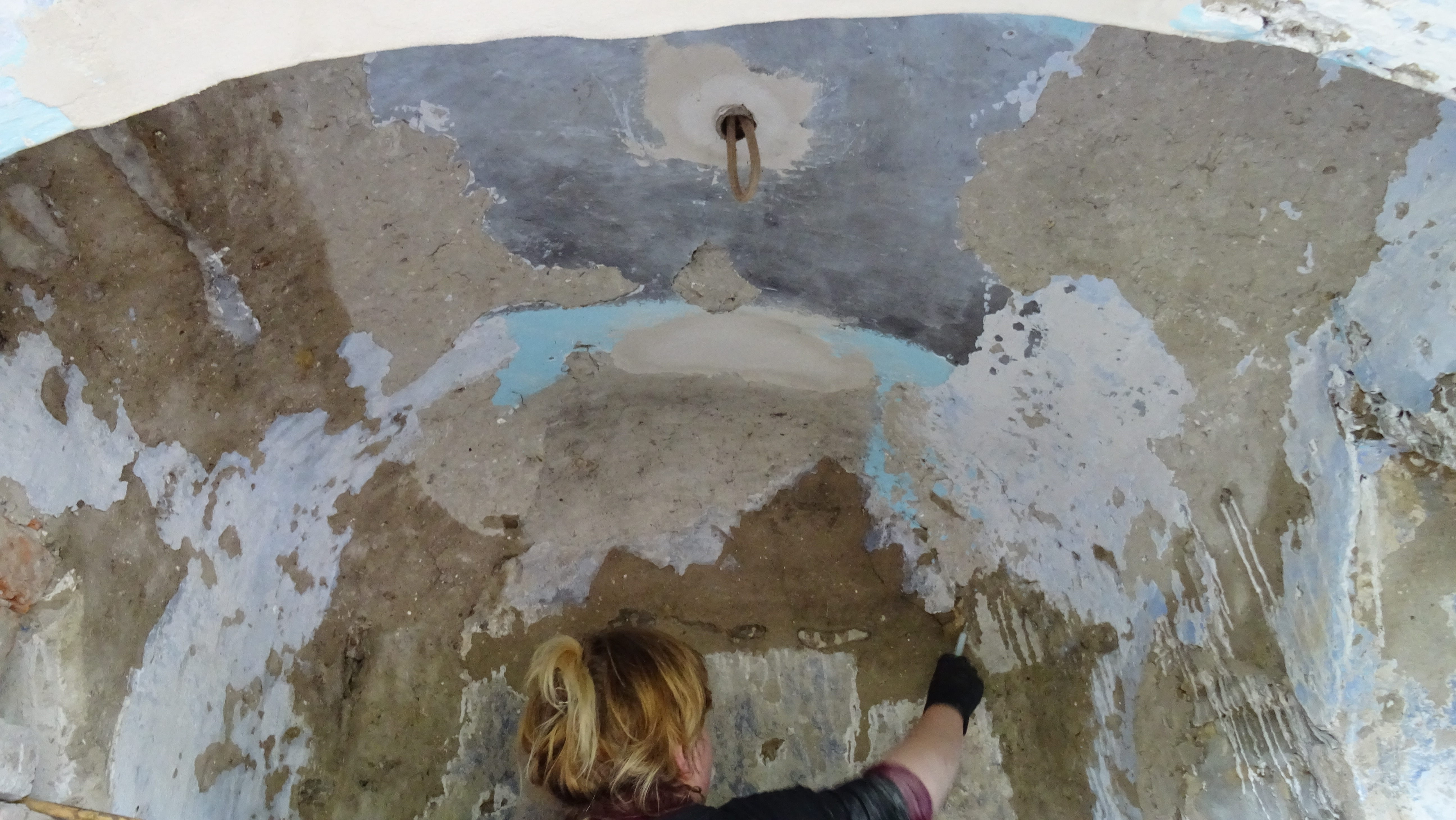
Konserwator podczas renowacji kapliczki

Do końca lat 90. XX w. wśród omawianej kategorii konserwatorów zabytków wyróżniano także konserwatorów zabytków archeologicznych (KZA), czyli pracowników służb konserwatorskich odpowiedzialnych za ochronę zabytków archeologicznych.